# César Ferioli
Cèsar Ferioli Pelaez (* 22. Juli 1959 in Barcelona) ist ein spanischer Comiczeichner, der als Nachfolger Floyd Gottfredsons bezeichnet wird und für Disney zeichnet.

## Leben
Am 22. Juli 1959 in Barcelona geboren, war Ferioli das einzige Kind eines italienischen Vaters und einer spanischen Mutter und zeichnete während des Schulunterrichtes. Nachdem er das Abitur abgeschlossen hatte, begann er ein Biologie-Studium und hatte am Anfang seiner Zeichenkarriere nur wenig Rechte, bevor er seine eigenen Storys schreiben und zeichnen durfte.
Im Laufe seines Lebens zeichnete Ferioli unter anderem für „Pif et Hercule“ oder das französische „Journal de Mickey“. Seit 1989 schließlich zeichnet er ausschließlich für Egmont.

## Stil und Vorbilder
Inspiration erhält Ferioli von Floyd Gottfredson oder Daniel Branca. Er ist dafür bekannt, seine Figuren sehr lebendig zu zeichnen und Micky Maus genauso zu beherrschen wie die Ducks.

## Arbeiten für dasJournal de Mickey(Auswahl)
Von 1986 bis 1989 zeichnete Ferioli für den französischen Verlag Hachette Filipacchi Médias Disney-Comics, die dann im Journal de Mickey erschienen. Unter diesen Geschichten finden sich auch zwei Geschichten um die Figur James Goof. sowie vier Geschichten um die Erlebnisse von Klarabella als Reporterin. Geschichten von Ferioli erschienen u. a. in den folgenden Nummern des Journal de Mickey:
- 1771 La montre de Cagliostro (10 Seiten)

keine deutsche Veröffentlichung
- 1803 Le chevalier Mickey contre le dragon (10 Seiten)

auf Deutsch unter dem Titel Sir Micky und das Ungeheuer in Mickyvision 6/1988
- 1825 Trou d'air [James Goof] (10 Seiten)

keine deutsche Veröffentlichung
- 1852 La lettre au Père Noël (10 Seiten)

auf Deutsch unter dem Titel Kater Karlos Weihnachtswunsch in Mickyvision 25/1989
- 1905 L'homme qui aimait les jouets [Klarabella, Reporterin] (10 Seiten)

auf Deutsch unter dem Titel Der Mann mit dem Spielzeugfimmel in Minnie 12/1990
- 1914 Les vacances de Clarabelle [Klarabella, Reporterin] (10 Seiten)

auf Deutsch unter dem Titel Ein Urlaub mit Knalleffekt in Minnie 2/1989
- 1917 James Ding contre Facteur Mou [James Goof] (10 Seiten)

auf Deutsch unter dem Titel Der aufgelöste Agent in MM 14/1991
- 1923–1925 Mickey agent secret (48 Seiten)

keine deutsche Veröffentlichung
- 1927 Tartes sur la ville [Klarabella, Reporterin] (10 Seiten)

auf Deutsch unter dem Titel Der Tortenkrieg in Minnie 3/1993
- 1933 Qui veut la peau d'Horace? [Klarabella, Reporterin] (10 Seiten)

auf Deutsch unter dem Titel Starfotograf in Nöten in Minnie 11/1993

## Die großen Zyklen
Zusammen mit dem Texterehepaar Pat und Carol McGreal schuf Ferioli für Egmont mehrere Zyklen, die länger waren als die Zwei- oder Dreiteiler, die Egmont üblicherweise ihre Autoren produzieren ließ. Es handelt sich um die folgenden Zyklen:

### Der Mauslor-Zyklus
Der Mauslor-Zyklus entstand von 1997 bis 2001. In diesem Fantasy-Zyklus verschlägt es Micky Maus in eine Parallelwelt namens Mauslor (im Original: Shambor), in der er verschiedene Abenteuer erlebt. Es gibt insgesamt vier Teile:
- The Fighting Sword of Shambor (18 Seiten)

auf Deutsch unter dem Titel Das Schwert von Mauslor in MM 34 und 35/1998
- Return to Shambor (20 Seiten)

auf Deutsch unter dem Titel Die Rückkehr nach Mauslor in MM 7 und 8/2001
- Showdown in Shambor (20 Seiten)

auf Deutsch unter dem Titel Kampf um Mauslor in MM 37 und 38/2001
- The Protector of Shambor (24 Seiten)

auf Deutsch unter dem Titel Der Hüter von Mauslor in MM 1 - 3/2007

### Die Insel der Mythen
Der Zyklus um die Insel der Mythen (im Original: Mythos Island), entstanden direkt nach dem Mauslor-Zyklus, ist insofern bemerkenswert, als er Mäuse (also Micky, Goofy usw.) und Enten (also Donald, Dagobert usw.) in einer Geschichte aufeinandertreffen lässt. Im Regelfall werden in den Disney-Geschichten nämlich Mäuse und Enten strikt voneinander getrennt. 
In dem neunteiligen Zyklus verschlägt es Mäuse und Enten nach und nach alle auf die titelgebende Insel, auf der alle mythologischen Wesen und Kreaturen der Menschheitsgeschichte ihren Ursprung haben. Leider droht der Insel die Zerstörung, da eine magische Maschine mutwillig zerstört wurde. Die neun Teile sind:
- Mything one Island (14 Seiten)

auf Deutsch unter dem Titel Fabelhafte Fabelwesen in MM 28/2003
- Mysteries and Myths (12 Seiten)

auf Deutsch unter dem Titel Schlacht der Fabelwesen in MM 32/2003
- Pegasus (12 Seiten)

auf Deutsch unter dem Titel Flieg, Fohlen, flieg! in MM 34/2003
- The Unicorn's Horn (12 Seiten)

auf Deutsch unter dem Titel Das Horn der Erinnerung in MM 39/2003
- A Drag of a Dragon (12 Seiten)

auf Deutsch unter dem Titel Drachendrama in MM 41/2003
- Menace in the Mist (12 Seiten)

auf Deutsch unter dem Titel Das perfekte Team in MM 43/2003
- Searching for the Girls (12 Seiten)

auf Deutsch unter dem Titel Meister Mythos in MM 45/2003
- The Inventors' Task (12 Seiten)

auf Deutsch unter dem Titel Ankunft der Erfinder in MM 48/2003
- Back from the Brink (18 Seiten)

auf Deutsch unter dem Titel Auf der Flucht in MM 49 und 50/2003

## Trivia
- César Ferioli hat die Angewohnheit, sich früher gezeichnete Geschichten nicht mehr anzusehen, da er glaubt, dann wolle er sie noch einmal, besser zeichnen. Des Weiteren erinnert er sich an manche Geschichten gern, weil er sie mit einer bestimmten Lebensphase verbindet, was er nicht zerstören möchte.